# فيل هاريس (مقاتل)
فيل هاريس (بالإنجليزية: Phil Harris؛ مواليد 9 أبريل 1983) هو مُقاتل فنون قتالية مختلطة إنجليزي.

## وصلات خارجية
- فيل هاريس (مقاتل) على موقع شيردوغ (الإنجليزية)
- فيل هاريس (مقاتل) على موقع IMDb (الإنجليزية)